# Museo dell'uomo e della natura
Il Museo dell'uomo e della natura (MUN) è un museo naturalistico collocato presso la sede del centro visita della riserva naturale orientata del monte Velino a Magliano de' Marsi (AQ), in Abruzzo.

## Storia

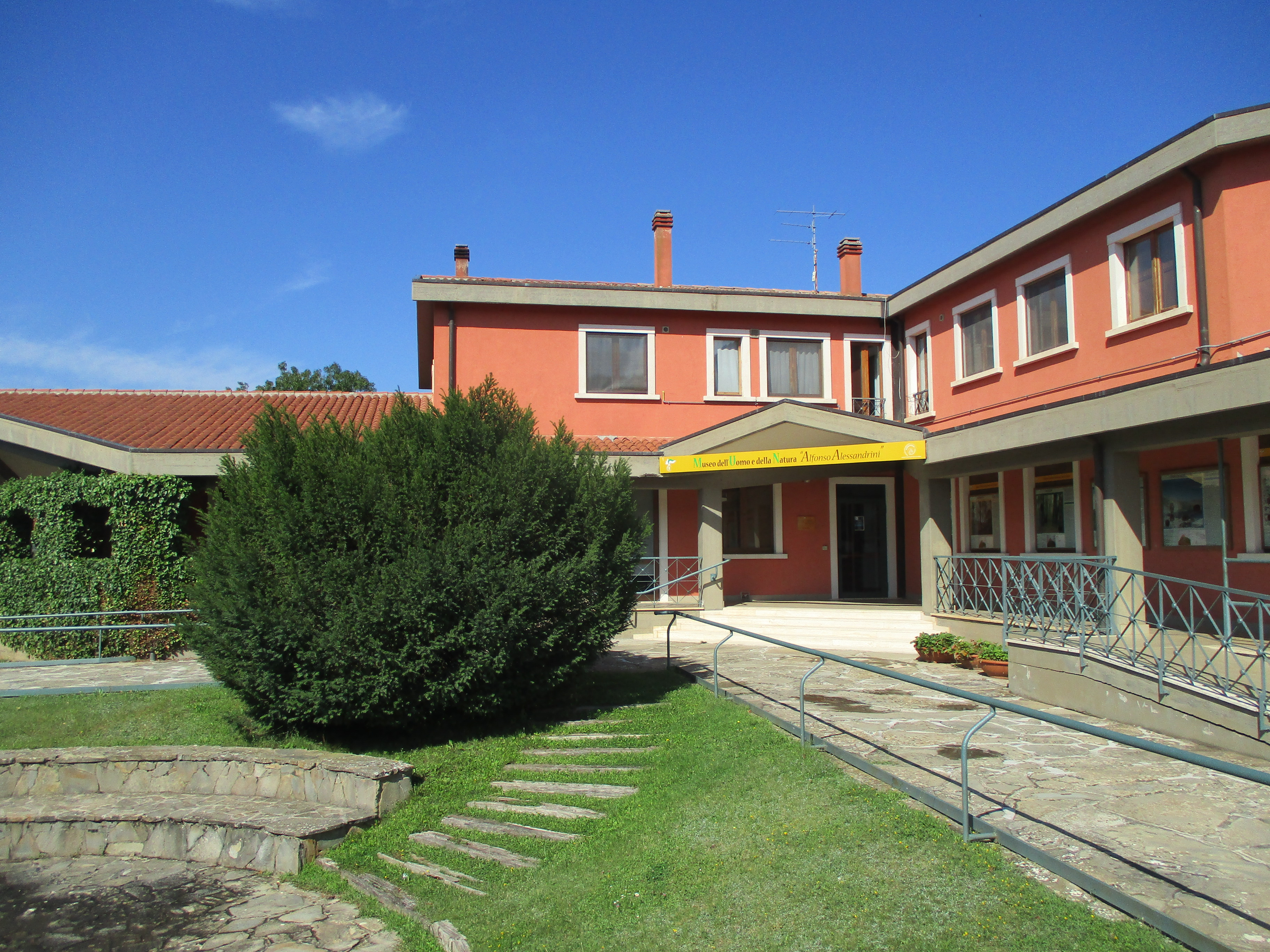
Ingresso del MUN

Il MUN, acronimo di Museo dell'Uomo e della Natura, è stato inaugurato il 19 febbraio 2018 presso la sede del centro visita della riserva naturale orientata del monte Velino, area protetta inclusa nel parco naturale regionale Sirente-Velino. Lo spazio museale è stato intitolato all'ambientalista Alfonso Alessandrini, ex direttore generale del settore "economia montana e foreste" del Ministero dell'agricoltura e delle foreste e comandante del Corpo forestale dello Stato. 

## Descrizione
Il museo, gestito dai carabinieri forestali, è dedicato alla biodiversità, con particolare riferimento alla riserva naturale orientata del massiccio del monte Velino e all'area nord orientale della Marsica. Il variegato allestimento si propone di stimolare la curiosità nel visitatore che viene facilitato a porsi delle domande sui vari aspetti relativi al modus vivendi e alle attività di salvaguardia delle specie animali a rischio come l'orso bruno marsicano e l'aquila reale o che sono state reintrodotte in questo settore del territorio abruzzese come il cervo, il corvo imperiale e il grifone. 
Nella sede museale viene svolta attività didattica e di educazione ambientale rivolta soprattutto alle scolaresche. Tra gli obiettivi del museo c'è quello di fornire un quadro sintetico e comprensibile delle minacce ambientali che mettono a rischio l'ecosistema a livello mondiale e di illustrare le attività del reparto CITES, impegnato nel contrasto del commercio illegale delle specie animali. Nel complesso è ospitato il centro di recupero degli animali selvatici.
La tecnologia, moderna, inclusiva e interattiva, consente ai portatori di handicap, a livello motorio e/o sensoriale, di partecipare in modo attivo alla visita. Esternamente il sentiero natura, percorribile per i diversamente abili con una speciale mountain bike denominata "gazzella assistita", introduce alla conoscenza diretta della riserva naturale Monte Velino.